# 磯部・柴田の日曜のびのび大放送
『磯部・柴田の日曜のびのび大放送』（いそべ・しばたのにちようのびのびだいほうそう）は、朝日放送ラジオ（ABCラジオ）で2010年4月から2018年4月まで放送されたワイド番組である。
「のびのび」を基本コンセプトとして明るい雰囲気の番組とし、まるむし商店の磯部公彦と朝日放送アナウンサーの柴田博という「褒められて伸びる」タイプの2名が様々なトークを繰り広げる。

## 出演者
- 磯部公彦（まるむし商店） - 当番組が終了した2018年4月改編以後は土曜19:00 - 21:00の枠で「土曜いそべ堂」に出演。
- 柴田博（朝日放送アナウンサー） - 前番組「ほっとハート!にちよう柴田塾」から継続して出演。

## 主なコーナー
オープニング
フリートークでスタートする。のびのび世論調査のお題発表や、その日の朝刊の記事の紹介、番組の予定を述べた後、オリジナルのオープニングテーマソングが流れる。
ABCニュース
ニュースは10:20頃と11:08頃にローテーションによりABCアナウンサーが伝える。
ABC天気予報
天気予報は柴田がウクレレに乗せて伝える。
ABC交通情報
10:35頃、日本道路交通情報センターの高速吹田センターから伝える。
いそばた会議！
放送までの1週間で起きた出来事を取り上げて、磯部と柴田が意見交換し、語り合うコーナー。
10:25頃からのスポーツの話題を取り上げる「スポーツ編」と、10:38頃からの社会・政治などの話題を取り上げる「いろいろ編」がある。後者は他ではあまり取り上げないような話題も紹介する。
柴田書店これがオススメ！
10:54〜58に放送。柴田とABCアナウンサー（毎週交替）が毎週1冊、オススメの本を紹介するコーナー。2018年4月改編以後は独立番組として日曜9:30 - 35に放送を続ける。
のびのび世論調査
毎回オープニングでその時期の話題に合わせたお題を出し、リスナーからのコメントを受け付ける。コメントは11:00頃などに紹介する。
今週の特集
11:15頃から。「ちょっと知りたいこと」を毎週テーマを設けて取り上げるコーナー。生活から歴史、スポーツなど様々な内容を取り上げる。
のびのび広場
11:30頃から。店舗などから中継を行う。
イソベンチャーワールド（いそべっちのみこと）
11:40頃から。リスナーからの悩みなどに磯部が自らの経験をもとにアドバイスする。最後には磯部がアドバイスを一言で発し、車のクラクション風のSEが流れる。